# Agave horrida
Espèce
Classification phylogénétique
Agave horrida est une espèce de plante de la famille des Agavaceae. 

## Description
Il mesure de 30 à 50 cm de large et de 50 à 100 cm de haut.

## Liste de sous-espèces
Selon World Checklist of Selected Plant Families (WCSP) (26 avr. 2010) :
- Agave horrida subsp. Horrida .
- Agave horrida subsp. Perotensis B.Ullrich (1990)